# Krumsabel
En krumsabel er et enægget håndvåben i form af et sværd designet med buet klinge og ofte forsynet med en lille højderyg (eller top) nær odden. Skeden er sædvanligvis af træ, betrukket med fløjl eller læder. Krumsablen har sin oprindelse i Sydvestasien.
Navnet kan bruges til at henvise til næsten alle mellemøstlige eller sydøstasiatiske sværd med en buet klinge. Krumsabler omfatter blandt andet den arabiske Saif, den indiske Talwar, den persiske Shamshir samt de tyrkiske Kilij og Jatagan.

## Krigsredskab
De var velegnet ved krigsførelse til hest på grund af den relativt lave vægt og længere klinge. Det buede design gjorde dem velegnede til at nedhugge modstandere, når man var til hest. Krigsherrer hos mange folkeslag, især kendt hos arabere og  mongoler, anvendte krumsabler i deres krigsførelse.
De tidligste tegn på krigerisk anvendelse af buede sværd, er i det 9. århundrede, hvor  soldater i Khorasan-området i Persien anvendte dem.

## Fredelige formål
Mange islamiske traditioner anvender krumsablen i forbindelse med symbolske begivenheder. Krumsablen findes i Yemens nationale flag og i  våbenskjoldet i Saudi-Arabien. Ceremonielle krumsabler har, i islamisk sammenhæng, ofte indgraveret arabisk tekst fra Koranen.